# Båthushöjden
Båthushöjden är ett naturreservat i Strömsunds kommun i Jämtlands län.
Området är naturskyddat sedan 2018 och är 98 hektar stort. Reservatet omfattar två höjder, Båthushöjden och Malmhöjden, med tallnaturskog och en svacka däremellan med lövrik blandskog